# 方籽栝楼
方籽栝楼（学名：Trichosanthes tetragonosperma）为葫芦科栝楼属下的一个种。